# ITA Airways
Italia Trasporto Aereo S.p.A. (ITA), handelend onder de naam ITA Airways, is een Italiaanse luchtvaartmaatschappij die per 15 oktober 2021 Alitalia vervangt als nationale luchtvaartmaatschappij van Italië. ITA is eigendom van de Italiaanse overheid (via MEF) (59%) en de Lufthansa Group (41%).

## Geschiedenis
ITA is de afgeslankte opvolger van Alitalia, dat vanaf 2008 aanhoudend verlies leed en sinds 2017 technisch failliet was. ITA nam een aantal onderdelen van Alitalia over, maar is niet de economische voortzetting ervan. De eerste vlucht van ITA vond plaats op 15 oktober 2021. Op 29 oktober 2021 trad ITA toe tot luchtvaartalliantie SkyTeam en nam daar de vroegere plaats van Alitalia in.
De enige aandeelhouder van de luchtvaartmaatschappij was de Italiaanse staat. In 2022 is een proces gestart om het bedrijf - gedeeltelijk of geheel - te privatiseren. Drie partijen legden voor 23 mei 2022 een bod neer, dit waren de containerrederij MSC in combinatie met Lufthansa, een consortium bestaande uit het Amerikaanse investeringsfonds Certares in combinatie met Delta Air Lines en Air France-KLM als operationele partners, en tot slot de Amerikaanse private luchtvaartinvesteerder Indigo Partners.
In mei 2023 bereikte Lufthansa overeenstemming met de Italiaanse regering om een minderheidsbelang te verwerven in ITA Airways. De Duitse luchtvaartgroep kreeg via een kapitaalverhoging een aandelenbelang van 41% en betaalde hiervoor € 325 miljoen. Lufthansa krijgt verder een optie om de resterende aandelen van de Italiaanse overheid te kopen, de prijs voor deze aandelen is afhankelijk van de ontwikkeling van ITA. ITA wordt de vijfde netwerkmaatschappij binnen de Lufthansa Group, naast Lufthansa, SWISS, Austrian Airlines en Brussels Airlines. Lufthansa wil van Rome een belangrijk knooppunt maken voor reizigers richting Latijns-Amerika en Afrika. In juli 2024 gaf de Europese Commissie toestemming voor de transactie, met als voorwaarde dat Lufthansa ruimte moet maken voor concurrentie op vliegroutes tussen Italië en Midden-Europa.

## Bestemmingen
ITA bedient ongeveer zeventig bestemmingen in Europa, Noord-Afrika, het Midden-Oosten, Noord- en Zuid-Amerika en Azië.

## Vloot
ITA kondigde op 30 september 2021 aan 59 nieuwe Airbus-vliegtuigen in haar vloot op te nemen. ITA zal tien A330neo’s, elf A320neo’s en zeven A220’s aanschaffen. Daarnaast gaat de maatschappij 31 vliegtuigen leasen. Dit betreft vijf A330neo’s, negen A321neo’s, twee A320neo’s en vijftien A220’s. Later worden daar A350’s aan toegevoegd.
Op 15 oktober 2021 nam ITA 18 A319-100's, 25 A320-200's en 6 A330-200's over van Alitalia, na de sluiting van Alitalia op 14 oktober 2021. Deze vliegtuigen werden toegevoegd aan de twee A320-200's en de A330-200 die al onder ITA geregistreerd waren. Het totaal aantal vliegtuigen kwam hiermee op 52, het geplande aantal om de dienstverlening mee te starten.
| Vliegtuig       | In gebruik | Bestellingen | Opmerkingen                                                                       |
| --------------- | ---------- | ------------ | --------------------------------------------------------------------------------- |
| Airbus A220-100 | 8          | 4            | Levering sinds 2023                                                               |
| Airbus A220-300 | 9          | 10           | Levering sinds 2022, leasing van Air Lease Corporation (ALC)                      |
| Airbus A319-100 | 10         | —            | Overgenomen van Alitalia , worden uitgefasseerd en vervangen door de Airbus A220. |
| Airbus A320-200 | 24         | —            | Overgenomen van Alitalia , worden uitgefasseerd en vervangen door de Airbus A220. |
| Airbus A320neo  | 19         | 11           | Levering sinds 2023, leasing van ALC en directe order van Airbus.                 |
| Airbus A321neo  | 7          | 2            | Levering sinds 2023, leasing van ALC                                              |
| Airbus A330-200 | 5          | —            | Overgenomen van Alitalia                                                          |
| Airbus A330neo  | 16         | 7            | Levering sinds 2023, leasing van ALC en directe order van Airbus.                 |
| Airbus A350-900 | 6          | 0            | Levering gestart in mei 2022, leasing van ALC                                     |
| Totaal          | 99         | 34           |                                                                                   |

## Incident
Op 30 april 2022 vloog een toestel van ITA van New York naar Rome. Tijdens de vlucht vielen beide piloten in slaap, waardoor zij 10 minuten niet bereikbaar waren voor de luchtverkeersleiding. De piloten landden uiteindelijk alsnog in Rome. De gezagvoerder van de vlucht werd ontslagen.